# San Pietro in trono tra i santi Giovanni Battista e Paolo
San Pietro in trono con i santi Giovanni Battista e Paolo è un dipinto a olio su tavola trasferito su tela (155x146 cm) di Cima da Conegliano, databile al 1516 e conservato presso la Pinacoteca di Brera a Milano.

## Storia
La tavola venne realizzata probabilmente per del convento francescano di Santa Maria Mater Dominis a Conegliano, anche se prima di arrivare a Brera, nel 1811 con le soppressioni monastiche, si trovava ormai nel refettorio da un periodo imprecisato.
Esiste una ricevuta del pagamento al pittore dalla prioria del convento nel 1516. Si tratta così dell'ultima opera sicuramente documentabile dell'artista.

## Descrizione
La pala è una tipica sacra conversazione veneziana, ambientata in un luminoso loggiato con due aperture sul paesaggio ai lati. Al centro spicca il trono di san pietro, abbigliato come un papa col triregno, la veste bianca, i guanti e una croce astile in mano. Posate ai piedi sono le chiavi del regno dei cieli, il suo più tipico attributo. In basso un angelo musicante suona un liuto con espressione malinconica: una citazione della Pala di San Zaccaria di Giovanni Bellini.
Ai lati si vedono i santi Giovanni Battista, con l'abito da eremita e la croce da cui pende il cartiglio con la scritta Ecce Agnus Dei; a destra san Paolo, con la spada, il libro e il mantello tipicamente rosso.
Stilisticamente si nota una luce più che mai morbida e naturale, aggiornata agli esistio della pittura veneta contemporanea, pur senza mai rinnegare le radici quattrocentesche del suo stile.